# ИНТОСАИ
Международная организация высших органов аудита (сокр. ИНТОСАИ, англ. INTOSAI) — международная организация, объединяющая высшие органы аудита в странах ООН.
ИНТОСАИ основана в 1953 году. Первоначально в неё входило 34 государства и, по состоянию на 2020 год, в её состав входят 195 полных членов организации, включая Европейскую палату аудиторов и 5 ассоциированных членов. 
Члены ИНТОСАИ являются главными внешними ревизорами Организации Объединенных Наций. Генеральная Ассамблея ООН назначает комиссию ревизоров ООН (3 члена, назначенных на 6 лет) из числа представителей членов ИНТОСАИ.
ИНТОСАИ каждые три года проводит Международный конгресс высших органов аудита. Издает ежеквартальный международный журнал государственного аудита (англ.).
Счётная палата России стала членом ИНТОСАИ в 1995 году. С сентября 2019 года СП РФ на три года стала президентом ИНТОСАИ и возглавила вторую по величине международную организацию в мире. Подробная информация о Председательстве в ИНТОСАИ публикуется на официальном сайте Счётной палаты в одноименном разделе Архивная копия от 24 июня 2021 на Wayback Machine.

## Международные стандарты высших органов аудита (ISSAI)
Одной из стратегических целей ИНТОСАИ является создание сильных, независимых и многопрофильных высших органов аудита и поощрение должного государственного управления посредством: 1) отстаивания значимости, обеспечения и обновления Международных стандартов высших органов аудита (ISSAI); 2) содействия разработке и принятию надлежащих и эффективных профессиональных стандартов.
В 2019 году была разработана и запущена новая структура профессиональных документов ИНТОСАИ (сокр. IFPP), объединяющая все профессиональные документы ИНТОСАИ в три категории: принципы ИНТОСАИ (INTOSAI-P), международные стандарты высших органов аудита (ISSAIs), руководства ИНТОСАИ. Структура принципов, стандартов и руководств представлена в наглядном виде.

## Организационная структура
Основными органами ИНТОСАИ являются:
- Международный Конгресс ИНТОСАИ — является высшим органом ИНТОСАИ;
- Управляющий совет;
- Генеральный секретариат;
- Целевые комитеты ИНТОСАИ[12]:
  - Комитет по профессинальным стандартам;
  - Комитет по развитию потенциала;
  - Комитет по обмену знаниями[13] (включая 12 рабочих групп);
  - Политический и финансово-административный комитет ;
- Наблюдательный комитет по возникающим проблемам (SCEI);
- Международный журнал государственного аудита (IJGA) — отдельные юридические лица;
- Инициатива развития (IDI) — отдельные юридические лица;
- Исполнительный Комитет ИНТОСАИ;
- Генеральный Секретариат ИНТОСАИ.

## Региональные рабочие группы
ИНТОСАИ также работает в рамках региональных рабочих групп:
- AFROSAI: Африканская организация высших органов финансового контроля (с 1976 г.)[15];
- ARABOSAI: Арабская организация высших органов финансового контроля (с 1976 г.)[16];
- ASOSAI: Азиатская организация высших органов финансового контроля (с 1978 г.);
- CAROSAI: Карибская организация высших органов финансового контроля (с 1988 г.)[17];
- EUROSAI: Европейская организация высших органов финансового контроля (с 1990 г.)[18];
- OLACEFS (исп.): организация высших органов финансового контроля Латинской Америки и Карибского бассейна (с 1965 г.)[19];
- PASAI: Тихоокеанская Ассоциация организация высших органов финансового контроля (с 2009 г.; с 1986 г. — SPASAI)[20].

## Список конгрессов ИНТОСАИ
| INCOSAI | Место                      | Дата          | Организатор конгресса                                    | Информация                                            |
| ------- | -------------------------- | ------------- | -------------------------------------------------------- | ----------------------------------------------------- |
| I       | Гавана, Куба               | Ноябрь 1953   | Ministry of Auditing and Control of the Republic of Cuba | [ 21 ]                                                |
| II      | Брюссель, Бельгия          | Сентябрь 1956 | Court of Audit of Belgium                                | [ 21 ]                                                |
| III     | Рио-де-Жанейро, Бразилия   | Май 1959      | Tribunal de Contas da União                              | [ 21 ]                                                |
| IV      | Вена, Австрия              | Май 1962      | Court of Audit of the Republic of Austria                | [ 21 ]                                                |
| V       | Иерусалим, Израиль         | Июнь 1965     | State Comptroller’s Office of Israel                     | [ 21 ]                                                |
| VI      | Токио, Япония              | Май 1968      | Board of Audit of Japan                                  | [ 21 ]                                                |
| VII     | Монреаль, Канада           | Сентябрь 1971 | Office of the Auditor General of Canada                  | [ 21 ]                                                |
| VIII    | Мадрид, Испания            | Май 1974      | Tribunal de Cuentas                                      | [ 21 ]                                                |
| IX      | Лима, Перу                 | Октябрь 1977  | Contraloría General de la República del Perú             | [ 21 ]                                                |
| X       | Найроби, Кения             | Июнь 1980     | Office of the Comptroller and Auditor General of Kenya   | [ 21 ]                                                |
| XI      | Манила, Филиппины          | Апрель 1983   | Philippine Commission on Audit                           | [ 21 ]                                                |
| XII     | Сидней, Австралия          | Апрель 1986   | Australian National Audit Office                         | [ 21 ]                                                |
| XIII    | Берлин, Германия           | Июнь 1989     | Bundesrechnungshof                                       | [ 21 ]                                                |
| XIV     | Вашингтон, США             | Октябрь 1992  | Government Accountability Office                         | [ 21 ]                                                |
| XV      | Каир, Египет               | Сентябрь 1995 | Central Auditing Organization of Egypt                   | [ 21 ]                                                |
| XVI     | Монтевидео, Уругвай        | Ноябрь 1998   | Contraloría General de la República del Uruguay          | [ 21 ]                                                |
| XVII    | Сеул, Южная Корея          | Октябрь 2001  | Board of Audit and Inspection of Korea                   | [ 21 ]                                                |
| XVIII   | Будапешт, Венгрия          | Октябрь 2004  | Hungarian State Audit Office                             |                                                       |
| XIX     | Мехико, Мексика            | Ноябрь 2007   | Contraloría General de la República de Mexico            |                                                       |
| XX      | Йоханнесбург, Южная Африка | Ноябрь 2010   | Auditor-General of South Africa                          | Архивная копия от 18 сентября 2017 на Wayback Machine |
| XXI     | Пекин, PR Китай            | Октябрь 2013  | National Audit Office of the People’s Republic of China  |                                                       |
| XXII    | Абу-Даби, ОАЭ              | Декабрь 2016  | State Audit Institution of United Arab Emirates          | Архивная копия от 4 мая 2020 на Wayback Machine       |
| XXIII   | Москва, Россия             | Сентябрь 2019 | Счетная палата Российской Федерации                      | Архивная копия от 29 января 2018 на Wayback Machine   |